# Хиндави, Незир
Незир Хиндави (араб. نزار نواف منصور الهنداوي‎; р. 1954, Иордания) — арабский террорист, фигурант «дела Хиндави».

## Биография
Незир Хиндави, иорданский палестинец, родился в 1954 году в деревне Бакура к востоку от Иордана и в молодости работал в Аммане журналистом. Хиндави происходит из семьи, имевшей тесные связи с иорданским истеблишментом, двое из его дядей занимали министерские посты, однако сам он был настроен против хашемитского режима в Иордании и участвовал в создании подпольной организации Иорданское революционное движение за национальное освобождение. В итоге это привело к конфликту с властями, и в 1979 году Хиндави бежал в Лондон.
В Лондоне Хиндави пытался найти работу в местной арабской прессе, но подолгу на одном месте не задерживался. Он женился на иммигрантке из Польши, но после рождения дочери жена бросила его и вернулась на родину. В начале 80-х годов он предложил свои услуги сирийскому правительству. Вначале ему поручали написание хвалебных статей о Сирии, но постепенно характер заданий изменился.

## Попытка теракта
17 апреля 1986 года Хиндави предпринял попытку взорвать самолёт израильской авиакомпании «Эль-Аль», поставленный на рейс Лондон — Тель-Авив. Он заложил 1,5 килограмма семтекса и устройство для его подрыва при наборе самолётом определённой высоты в двойное дно сумки с подарками, которую вручил своей ничего не знавшей любовнице Анн-Мари Мерфи. Взрывчатку нашли при досмотре багажа в аэропорту.

## Поимка и приговор
Хиндави был предупреждён о провале и бежал в cирийское посольство, но на следующий день сам сдался полиции и вскоре подтвердил причастность Сирии к попытке теракта. Он был приговорён к лишению свободы сроком на 45 лет. Уже находясь в заключении, Незир многократно подавал прошения о своем досрочном освобождении. Дело даже рассматривала палата лордов, но он остался в тюрьме. В апреле 2001 года Хиндави формально получил право просить о досрочном освобождении, но МВД Великобритании отказало ему в такой просьбе. В январе 2004 года Верховный суд Великобритании принял апелляцию адвокатов Хиндави на это решение, постановив, что оно является дискриминационным, но в октябре того же года Высший апелляционный суд оставил решение министра внутренних дел в силе.
Следствие по делу Хиндави установило, что он был завербован сирийскими спецслужбами для совершения терактов в пользу палестинцев, бомба, которую он намеревался использовать, была изготовлена в посольстве Сирии в Лондоне, а сам Хиндави получил сирийский дипломатический паспорт, но сам Хиндави утверждал, что его деятельность была направлена не против Израиля, а против «тирании» короля Иордании, для борьбы с которой он даже создал собственную террористическую организацию. Адвокат Хиндави, со своей стороны, пытался представить дело как провокацию израильских спецслужб против Сирии.
В марте 2013 года Хиндави получил помилование, но оставался в заключении до депортации в Иорданию.

## Последствия
- После выяснения обстоятельств подготовки теракта Великобритания разорвала дипломатические отношения с Сирией[4].
- Спецслужбы и президент Сирии надолго стали ассоциироваться у СМИ с терроризмом. Даже несмотря на устроенную специально для опровержения такого мнения встречу президента Сирии и короля Иордании такое положение не изменилось.
- Весь багаж на рейсах «Эль-Аль» теперь проходит через компрессионные камеры, которые должны предотвратить пронос на борт самолётов взрывателей, реагирующих на изменение атмосферного давления с набором высоты.